# Christmas Lullaby (John Rutter)
Christmas Lullaby is een Engelstalige hymne uit 1989 van de Britse componist John Rutter.

## Tekst en muziek
De hymne werd geschreven voor een vierstemmig koor (SATB) en piano of klein orkest (fl, ob, cl, 2 hn, str). De tekst werd geschreven door Rutter zelf en begint met Clear in the darkness a light shines in Bethlehem met een refrein Ave Maria. De tekst gaat over het klassieke kerstverhaal en de geboorte van Jezus.
De muziek werd geschreven in F-majeur. Het werkje heeft een tijdsduur van vier minuten.

## Geschiedenis
De hymne werd geschreven door Rutter in 1989 voor The Bach Choir en de 70e verjaardag van hun dirigent David Willcocks en gepubliceerd door Oxford University Press in 1990. De eerste uitvoering door The Bach Choir vond plaats in de Royal Albert Hall in Londen op hun jaarlijks kerstconcert. Rutter had reeds als kind deze jaarlijkse kerstconcerten bijgewoond. In 1998 kwam er een Duitstalige versie Weihnachts-Wiegenlied, vertaald door Alex Brendelmeier en gepubliceerd door Bärenreiter.

## Opnames
De hymne werd meermaals opgenomen ondermeer door The Cambridge Singers (op The John Rutter Christmas Album, The John Rutter Songbook, Christmas Day In The Morning) en Polyphony van Stephen Layton (op Music For Christmas) beiden met het City of London Sinfonia.